# Vedel-Inseln
Die Vedel-Inseln sind eine Gruppe kleiner Inseln im Wilhelm-Archipel westlich der Antarktischen Halbinsel. Sie liegen 3 km westlich der Krogmanninsel.
Der deutsche Polarforscher Eduard Dallmann entdeckte 1874 die größte Insel der Gruppe und benannte sie als Friedburginsel. Teilnehmer der Belgica-Expedition (1897–1899) unter der Leitung des belgischen Polarforschers Adrien de Gerlache de Gomery benannten diese als Île Vedel um. Bei den beiden französischen Antarktisexpeditionen (1903–1905 und 1908–1910) des Polarforschers Jean-Baptiste Charcot wurden auch die übrigen der Inseln kartiert. Charcot benannte die Gruppe als Îles Le Myre de Vilers nach dem französischen Kolonialbeamten Charles Le Myre de Vilers (1833–1918). Diese Benennung setzte sich allerdings selbst in Frankreich nicht durch. Namensgeber der heutigen Benennung, die in Anlehnung an de Gerlaches Benennung der größten Insel vorgenommen wurde, ist der französische Schriftsteller Émile Henri Auguste Vedel (1858–1937).